# Ланкастерский замок
Ланкастерский замок (англ. Lancaster Castle) — средневековый замок в городе Ланкастер, Ланкашир, Англия. Сведений об основании и ранней истории замка не сохранилось; предположительно, он был основан в XI веке на месте римского форта на переправе через реку Лун. В 1164 году Ланкастерская барония, включая замок, отошла короне. В 1322 и 1389 годах шотландцы вторгались в Англию, доходили до Ланкастера и частично разрушали замок. На протяжении нескольких веков, вплоть до гражданской войны в Англии, замок не участвовал в военных действиях. Хотя Ланкастерский замок уже использовался в качестве тюрьмы в 1196 году, во время революции здесь вновь располагалась тюрьма сил парламента. После войны замок больше не представлял военного значения. Он принадлежит британскому монарху как герцогу Ланкастеру, который сдаёт часть здания под Королевский суд.

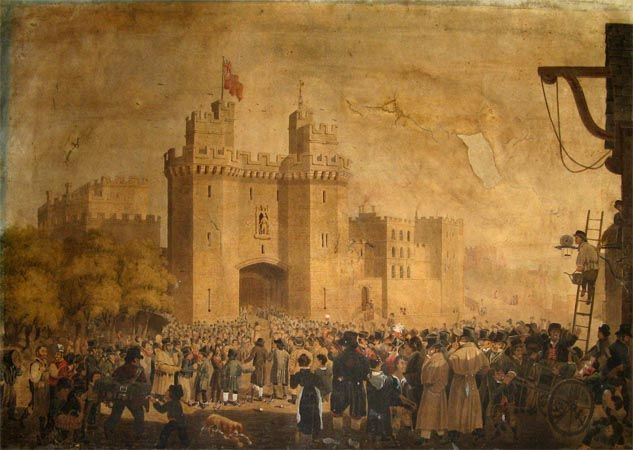
Торхаус замка XV века на картине неизвестного художника XIX века. В замок, в то время использовавшийся как тюрьма, прибывают новые заключённые.

В 1955—2011 годах бо́льшую часть строений замка арендовало Министерство юстиции под тюрьму Её Величества в Ланкастере, после чего замок был возвращён герцогству. Закрытие тюрьмы позволило открыть замок для посетителей. В настоящее время он открыт для посещения семь дней в неделю, и в нём проводится масштабный ремонт. Имеется широкая внутренняя площадка, открывающая доступ к закрытой территории, отремонтированной в 2019 году. Ресторанный уголок построен у старой куртины, которая была уменьшена в высоту для лучшего вида на близлежащий Ланкастерский приорат. Это первая пристройка к замку, сделанная в XXI веке. Ещё одно отреставрированное здание, примыкающее к кафе, арендует Ланкастерский университет под городской кампус с небольшими конференц-залами.